# Johannes Jönsson Orädd
Johannes Jönsson Orädd, född 10 november 1788 i Moheda, död 24 maj 1866 i Moheda, var en svensk skarprättare i Kronobergs län. År 1850 verkställde han länets sista avrättning på Ingelstads galgbacke. 
Johannes Jönsson Orädd var under hela sitt liv bosatt i Moheda socken. Han hade tidigare tjänstgjort som indelt soldat innan han tillträdde som skarprättare 1835. Han avrättade 14 personer under sin tjänsteperiod.